# Прапор Португалії
Прапор Португалії — один із символів держави Португалія.

Схема прапора з офіційними розмірами. Всі розміри відносно довжини L

Сучасним державним прапором Португалії є прямокутне полотнище із співвідношенням сторін 2:3, розділене вертикально (зліва направо) на зелену (2/5 довжин) і червону (3/5 довжин) частини. У центрі на лінії перетину смуг зображений державний герб Португалії.
Прапор був офіційно затверджений 30 червня 1911 року, хоча використовувався вже під час республіканської революції 5 жовтня 1910 року. Він прийшов на зміну монархічному прапору, основними кольорами якого були темно-блакитний і білий.

## Цікаві факти

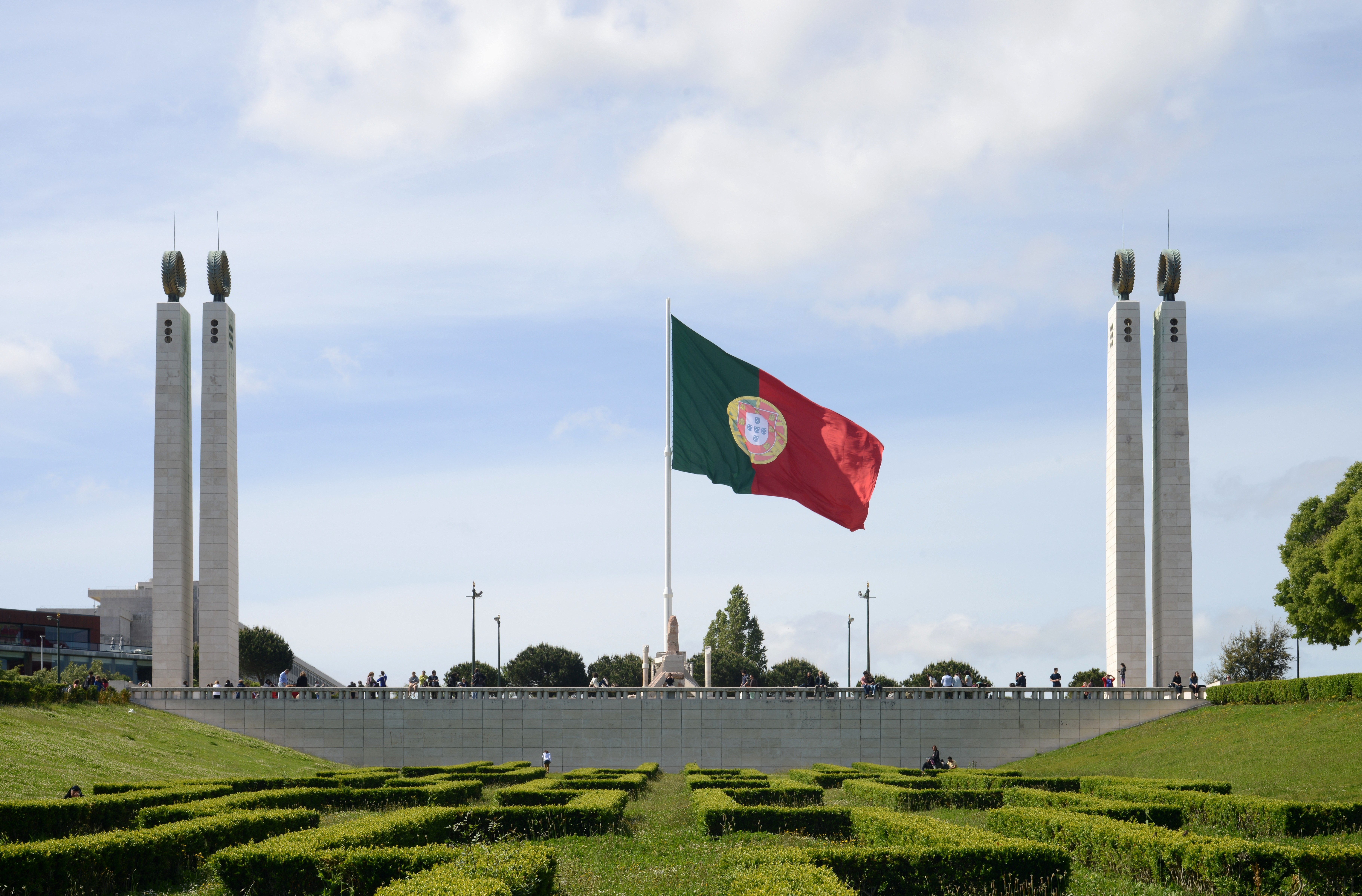
найбільший прапор Португалії у світі

Найбільший прапор Португалії можна побачити у Парку Едуарду VII в Лісабоні.